# Back to Breizh
Vous lisez un « bon article » labellisé en 2015.
Albums de Alan Stivell
1 Douar
(1998) Au-delà des mots
(2002)
Singles
1. Armoricaine (Suite) - version radio - 
 + E kreiz hag en dro
Sortie : 2000

Back to Breizh (en français : « Retour vers la Bretagne ») est le vingtième album original d'Alan Stivell et son seizième album studio, paru le 17 avril 2000 chez Dreyfus. Il représente une synthèse de la musique du harpiste, avec des côtés traditionnels, l'écriture de textes actuels et des expérimentations, entre la musique pop rock, new age et électronique. La fusion de sonorités contemporaines conserve néanmoins une plus grande place aux accents acoustiques et à la harpe celtique en tant qu'instrument électrique.
L'album, synthèse des idéaux défendus par Alan Stivell depuis toujours, a pour thèmes centraux les bienfaits du sentiment de civilisation (amour de sa terre et de sa tribu) et les dangers du sentiment de supériorité (conquêtes des grandes villes, du capitalisme et de l’uniformisme) qui va à l'encontre de la paix et qui tue des héritages de l'humanité (créativité, pensée, biodiversité).
Afin de concrétiser le mélange des différents genres musicaux qui touchent Alan Stivell, l'artiste convie des proches d'Étienne Daho pour le côté rock (Frank Darcel, Xavier Géronimi, Marcel Aubé), des musiciens et chanteurs issus du milieu traditionnel breton (frères Guichen, Gwennyn) et des spécialistes de l'électronique (Cooky Cue, Yves-André Lefeuvre). Apprécié par les journalistes spécialisés, Back to Breizh trouve écho dans le cœur des Bretons et à travers une tournée internationale.

## Conception
« La hargne au cœur, découvreurs, défricheurs, skippers, pêcheurs, marins, sonneurs, aventuriers, libérateurs, héros véridiques, pour que ne meure jamais l'âme de la Bretagne et la chaleur au cœur des simples et des meneurs, retrouver libertés armoriques. En 2 000 ans, jamais vaincus vraiment : Romains et Francs, Anglais, Normands, et toujours là, malgré les ravages, dans 2 000 ans, sur ce rivage, on sera là, avec harpe et bagages. 
 Back to Breizh ! »
— Alan Stivell, texte apparaissant comme étant l'inspiration du morceau E kreiz hag endro

### Thèmes et influences

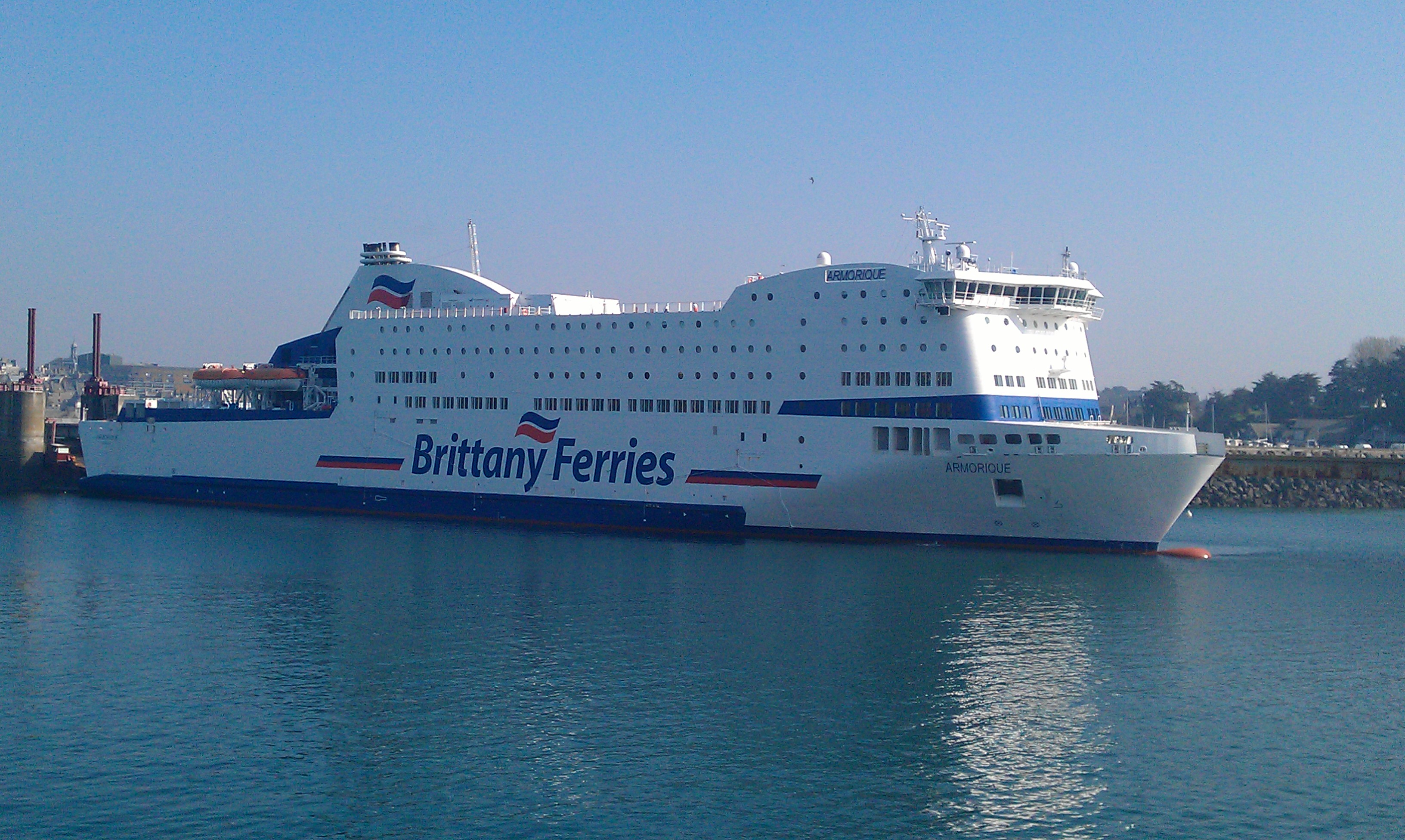
LArmorique effectue la traversée Plymouth-Roscoff pour la Brittany Ferries.

Après s'être ouvert au monde dans 1 Douar (« Une seule Terre »), Alan Stivell effectue un retour aux sources avec l'album Back to Breizh en 2000 : « C'est l'idée d'une Bretagne qui pointe son nez vers l'avenir. Sur le précédent disque, j'ai beaucoup parlé du monde, dont je me sens d'ailleurs d'abord citoyen. Mais ce monde n'existe pas sans la Bretagne ». Un titre exprimé en anglais et en breton car « ça n'aurait pas du tout sonné en français, concède l'artiste. Et puis j'avais en tête cette idée que la Bretagne s'est faite par la mer, à partir de l'Angleterre ». Sa démarche est de revenir à un univers plus acoustique, plus naturel, en conservant un son contemporain : « J’ai eu envie d’avoir une communication très directe avec les gens, sans chichi, avec peu d’intermédiaire... ».

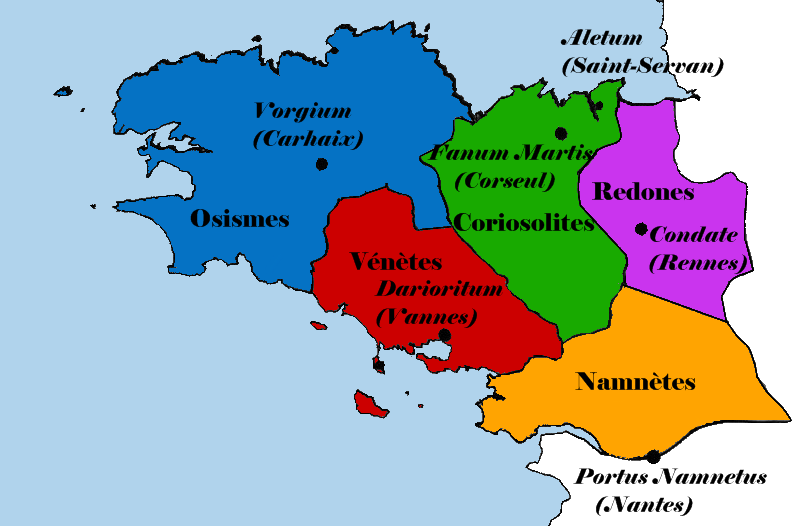
Répartition des peuples celtes en Armorique lors de l'époque pré-romaine.

Alan Stivell élabore des textes poétiques, en prônant des valeurs constamment défendues mais avec une passion devenue plus sereine. La chanson-titre et Vers les îles et villes de verre présentent une Bretagne vécue de l'intérieur, un environnement multifacette qui conserve une cohérence, des racines et une dynamique générationnelle. Le chanteur exhorte les Bretons à aller de l’avant sans se soucier de Paris, la capitale. L’artiste rêve toujours d’une Bretagne fière de sa culture, de sa langue et de sa terre (Rêve, Iroise). Il se révolte contre la cupidité qui conduit au non-respect de l'environnement dans Ceux qui sèment la mort, chanson sur laquelle la présence de scratch correspond à l’atmosphère du morceau ; « On a envie d'un futur où s'harmonisent écologie et technologies », soutient l'artiste. Quelques instrumentaux correspondent au savoir-faire de l'artiste, comme dans Rock harp où il allie à une harpe celtique électrique des pédales d'effets, après construction de prototypes et expérimentations sonores. Alan Stivell rend hommage à la mer d'Iroise avec un morceau sobre comme son titre, Iroise. Le littoral et les landes des pays celtiques se retrouvent dans Arvor-you. La « hargne au cœur » du chanteur, qu'il exprime dans un texte en exergue, est motivée dans deux titres cachés.
Le tiers de l'album est écrit en français, sa langue maternelle, la Bretagne vivant avec plusieurs langues. L’album se clôt avec deux grands succès de Stivell, Brian Boru et Armoricaine (suite), dans des versions chantées en français. Une façon de les appréhender différemment, leur nouveau message devenant compréhensible par un plus grand nombre. Le message politique est renforcé, en différenciant deux types de nationalismes : l'« hyer-nationalisme destructeur » et les peuples qui veulent exister « sans complexe ». L'artiste dénonce ce qu'il appelle l'attitude bonapartiste envers les Bretons, « des Iroquois qui refusent d'être les derniers des Mohicans », car il éprouve des déceptions. Il est scandalisé lorsque Paris pousse à la violence, « directement, par la provocation et la manipulation » et « indirectement, bloquant toute possibilité d'évolution », par rapport à la situation des minorités nationales françaises : « Quand tu vois des gens que tu respectes, que tu as admirés, par exemple Gisèle Halimi pour son combat pour les droits des femmes, tu ne peux pas admettre que ces mêmes gens se battent contre les droits culturels de l'Homme, contre tes droits. » En 2013, la France n'ayant pas ratifié la Charte européenne des langues régionales ou minoritaires ni accordé plus d'autonomie à ses régions métropolitaines, il précise que « la diversité culturelle, c'est la liberté de penser. Aussi indispensable que la diversité végétale et animale. Et il est criminel de ne pas lui donner les moyens de vivre ».

### Instrumentation et enregistrement
Dans le journal Le Nouvel Ouest, Alan Stivell déclare avoir redonné à la harpe une place prépondérante : « On la trouve sur tous les titres de l'album. Pour moi c'est un fil conducteur qui me relie, non seulement à mon enfance, mais encore aux générations précédentes. La harpe, le lien entre le monde ancien et le monde moderne, ou hyper moderne que je cherche à exprimer ». La harpe effectue les notes basses, les thèmes folk d'accompagnement et les solos électriques, en complément de la structure rock légèrement soft (basse, guitares acoustique et électrique) : « le côté électrique, c'est la harpe qui le donne dans ce CD. Jean-Charles Guichen, ex-Ar Re Yaouank, assure les morceaux acoustiques à la guitare ». Le côté énergique provient en effet de l'arrivée de musiciens reconnus pour l'utilisation intense de leur instrument à cordes : Jean-Charles Guichen, Xavier Géronimi dit Tox, Marcel Aubé. En plus de la batterie, les percussions traditionnelles sont diverses (tambours irlandais, écossais, africains) ; à celles-ci s'ajoutent parfois les programmations électroniques. Mais le son reste plus naturel, même quand on peut penser qu'il ne l'est pas. Stivell donne l'exemple de sa bombarde : « quelqu'un qui aime le trip-hop pourrait penser qu'il s'agit d'un sample de bombarde. En réalité, je joue de deux bombardes à l'unisson, avec un léger décalage ». Le magazine Musique bretonne distingue deux facettes, à savoir la « tradition (les mélodies, la langue) et la modernité d'une instrumentation volontiers aventureuse magnifiée par une production cristalline ».
Pendant six mois, la production artistique exécutive est assurée par Frank Darcel, ex Marquis de Sade, réalisateur d'Étienne Daho, musicien et membre du Parti breton, devenu écrivain par la suite. Avec son coréalisateur, Alan Stivell fait le choix d'une plus grande homogénéité et une plus grande authenticité, avec un son plus direct et une sensation de proximité, « les gens peuvent « sentir » la présence des musiciens », « rien à voir avec ce qu'on imaginait de l'an 2000 il y a trente ans » (« Sonerezh Geltia bloaz 2000 » écrivait-il sur la pochette du disque À l'Olympia en 1972). La pré-production a lieu à Betton, chez Alan Stivell, avec l'aide de Frank Darcel, assisté par Yves-André Lefeuvre aux programmations.
L'enregistrement est effectué par l'ingénieur du son Belge Cooky Cue, qui a notamment été coproducteur de Deep Forest et ingénieur de son pour Iron Maiden, Billy Preston, Sparks. Pendent deux semaines, les musiciens bretons se succèdent à Préfailles, près de Saint-Nazaire, dans l'ancienne gare de la ville transformée en studio (Ty Hent-houarn), pour enregistrer leurs instruments : les programmations d'Yves-André Lefeuvre, les parties de percussions de Mourad Aït Abdelmalek, les guitares et accordéon des frères Guichen et la basse de Marcel Aubé.

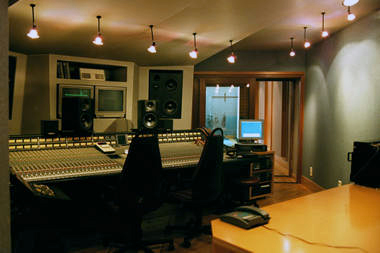
Le studio SynSounds de Bruxelles.

 Puis, l'équipe se rend au studio Synsound II à Bruxelles, fondé par un membre du groupe Telex, Dan Lacksman. Ce deuxième studio accueille depuis 1995 des artistes internationaux comme David Bowie, Youssou N'Dour, Eros Ramazzotti, Alain Chamfort et Hooverphonic. Pendant un mois, une grande partie des prises y sont enregistrées puis mixées par Cooky Cue et Mark O'Brien. En effet, sont enregistrés à Bruxelles la plupart des prises de voix d'Alan Stivell et une partie de ses harpes (la moitié ayant déjà été faite en Bretagne), les percussions de l'irlandais James Mc Intosh, du guitariste belge Kevin Mulligan et d'un joueur de bodhrán, Vincent Pickering, rencontré dans un bar par Mark O'Brien. Alan Stivell et Frank Darcel sont hébergés dans les appartements du studio et la dernière semaine dans un hôtel près de la Grand-Place. En dînant la plupart des soirs au restaurant napolitain Chez Gianni à Laeken, ils sympathisent avec le chef, jusqu'à repartir en Bretagne avec un jambon de 15 kg et refaire La traversée de Paris à Bruxelles. Stivell remercia ainsi Cooky et Frank Darcel : « grâce à eux, leurs grandes compétences, en même temps que leurs qualités de personnes cool et ultrasympathiques, mon 20e album est, peut-être, à ce jour, le meilleur ». Ces deux acteurs ont su instaurer à la fois des atmosphères de douceur et de force, qui se traduisent par un travail sur les voix et les chœurs, dont ceux de Gwennyn (qui réalise sa première prestation en studio), les sons d'éléments naturels (sur E kreiz hag endro), les effets électroniques, les rythmiques, etc.

## Parutions et réception
Back to Breizh paraît le 18 avril 2000 chez Dreyfus Music. Il est réédité en 2007 par Harmonia Mundi. Il entre dans le « Top albums » France le 24 avril 2000, en 52e position, et il y reste pendant trois semaines. Les ventes cumulées avec les deux précédents albums s'élevaient à 700 000 exemplaires en 2001.

### Accueil critique de la presse

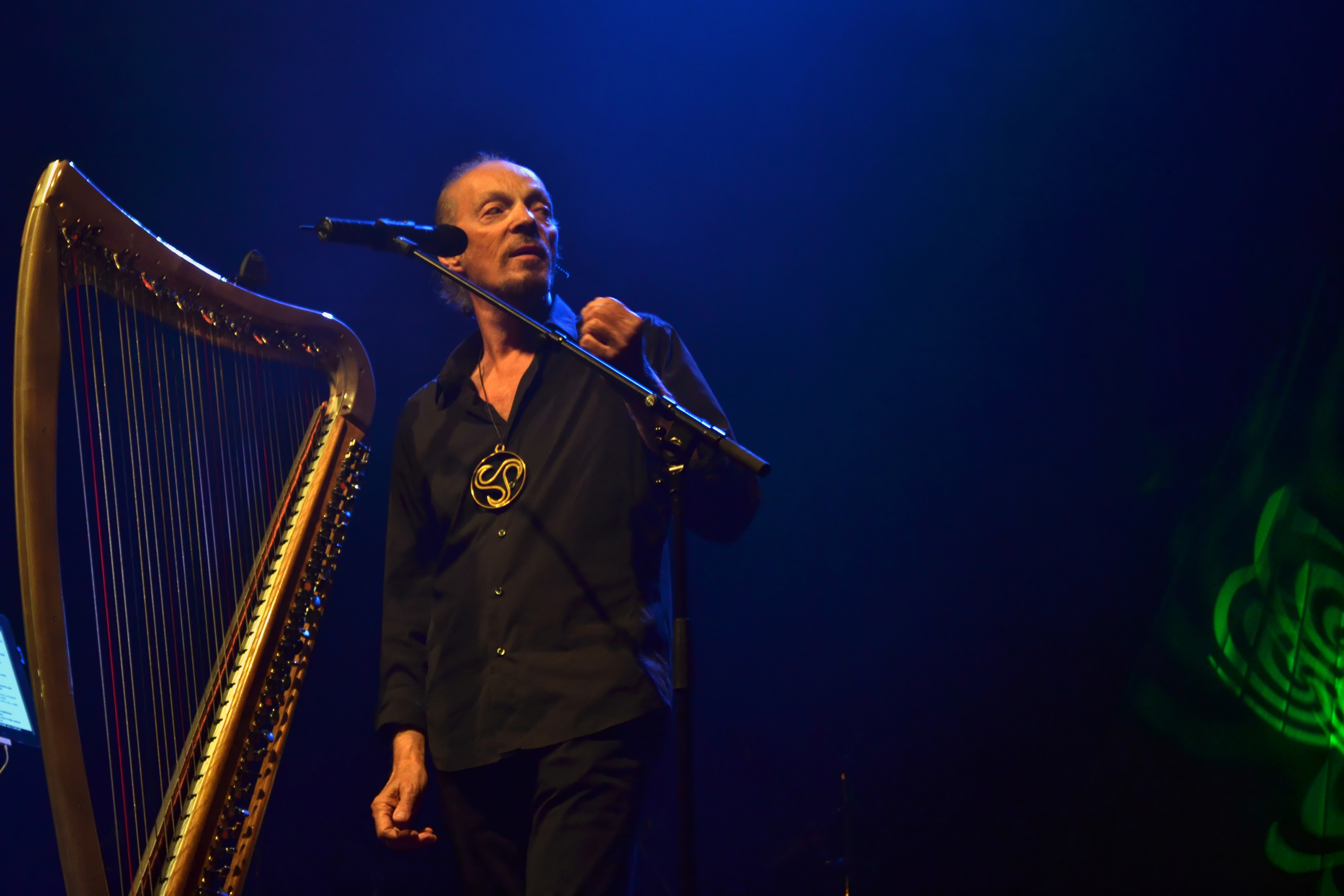
La harpe et la voix d'Alan Stivell sont au service d'une musique à la fois contemplative et militante.

Back to Breizh est perçu comme un album riche et varié, qui a le potentiel de plaire au plus grand nombre. Le journal Le Monde salue la démarche artistique et intellectuelle de l'artiste sur cet album : « Son excellence tient à son caractère résolument antipasséiste et à la digestion harmonieuse de toutes les influences précitées. Back to Breizh est pourtant fortement militant [...] Les rêves de calme, déclarations d'amour aux îles de l'empire français, aux cornemuses du monde entier, hommage à l'alliance des Celtes : Stivell met ses idées, jusqu'à l'obsession, au service de la musique ». Gwilbreuf, chroniqueur du magazine Khimaira, considère que c'est « un album sincère où l’artiste breton chante son identité et son patrimoine avec beaucoup de talent. Dès Vers les îles et villes de verre, Stivell rend hommage, avec une énergie bienvenue, à la péninsule armoricaine, la terre de ses grands-parents où il regrette de ne pas avoir vécu. Ainsi, après les quelques expérimentations électroniques des albums précédents plus ou moins réussies, Stivell revient à des musiques percutantes et énergiques. Le phrasé et chant de l’artiste sont tout autant réussis et les paroles font mouches [sic] ».
Pour Le Figaro, « Stivell s'offre même le luxe d'épicer d'une bonne rasade de country et de rock l'hydromel de ses racines », alors que le journal Sud Ouest perçoit une dissonance entre le message engagé et l'aspect musical : « colère froide sur les harmonies limpides de la harpe celtique ; colère noire sur des sonorités lumineuses, éminemment modernes. Alan Stivell est toujours un artisan du beau ».
Éliane Azoulay écrit dans Télérama : « Le pionner des nouvelles musiques bretonnes reste le roi du genre. Ce nouvel enregistrement le prouve. S'y côtoient douces ballades, harpes aériennes et griffes rocky... [...] Un scratch par-ci, un duo avec une voix féminine par-là, quelques tournoiements celtisants et l'on est embarqué par la beauté obsédante d'une Bretagne à laquelle Stivell déclare, sans ambages, son amour ». La journaliste Valérie Dupouy de Spirit est du même avis : « Un message qui ne se limite pas aux frontières linguistiques [...] Le vingtième album de Stivell est à l'image de terre Bretagne avec ses landes, ses lacs et ses rivages ciselés. Côté création, on n'est pas en reste. L'artiste cultive jalousement le mélange des genres ». La critique du Télégramme, le 19 avril 2000, souligne l'intégrité de la démarche par « un grand disque bien à l'image du personnage, très profond, visionnaire, et porteur de clés pour mieux vivre notre culture dans ce monde... ».
« Changeantes comme l'océan, les mélodies d'Alan Stivell disent le murmure du granit, le fracas des tempêtes, le combat des hommes, leur paillardise, le cri des goélands, les marées noires ; elles font plus qu'exalter le passé, elles cisèlent la rythmique de l'âge de pierre en flirtant avec les sons des autres continents », résume le journal L'Express. Dans Trad Magazine, Erwan Le Dissez, qui déclare ne pas faire partie des « stivellophiles », n'adhère pas aux paroles, « toujours composées par Alan, avec trop de grandiloquence et d'emphase à mon goût, reprenant les clichés habituels de la celtitude : danse, mer, îles, terre, collines, forêts, vent, lutte contre le jacobinisme parisien ».
Le 16 juin 2000, le site de la chaîne américaine MTV News annonce la sortie d'un album « plus fermement concentré que les albums plus récents de Stivell » et avec « un cœur acoustique il apporte la basse et le son du rythme jungle ». Sur le site AllMusic, Al Campbell considère que c'est « une parution éclectique intéressante » avec l'ajout « à ses mélodies celtiques des cornemuses, des notes de guitare rock, les platines de DJ et le folk-rock dans la tradition de Fairport Convention ». Le magazine anglais Hootennany Holler ressent cette diversité qui forme une unité : « Alan cajole les cordes de sa harpe dans une riche tapisserie de trip-hop, d'hymnes spirituels d'Irlande et de ballades folkloriques entraînantes et resteront intemporels. C'est mon préféré ». La harpiste américaine Jo Morrison trouve que son jeu de harpe est « impeccable et [qu'il] utilise la harpe électrique avec une grande efficacité dans sa musique. Il est aussi un interprète excellent sur les diverses formes de cornemuses et le bombardes et en même temps un chanteur émouvant ».

### Accueil populaire en tournée

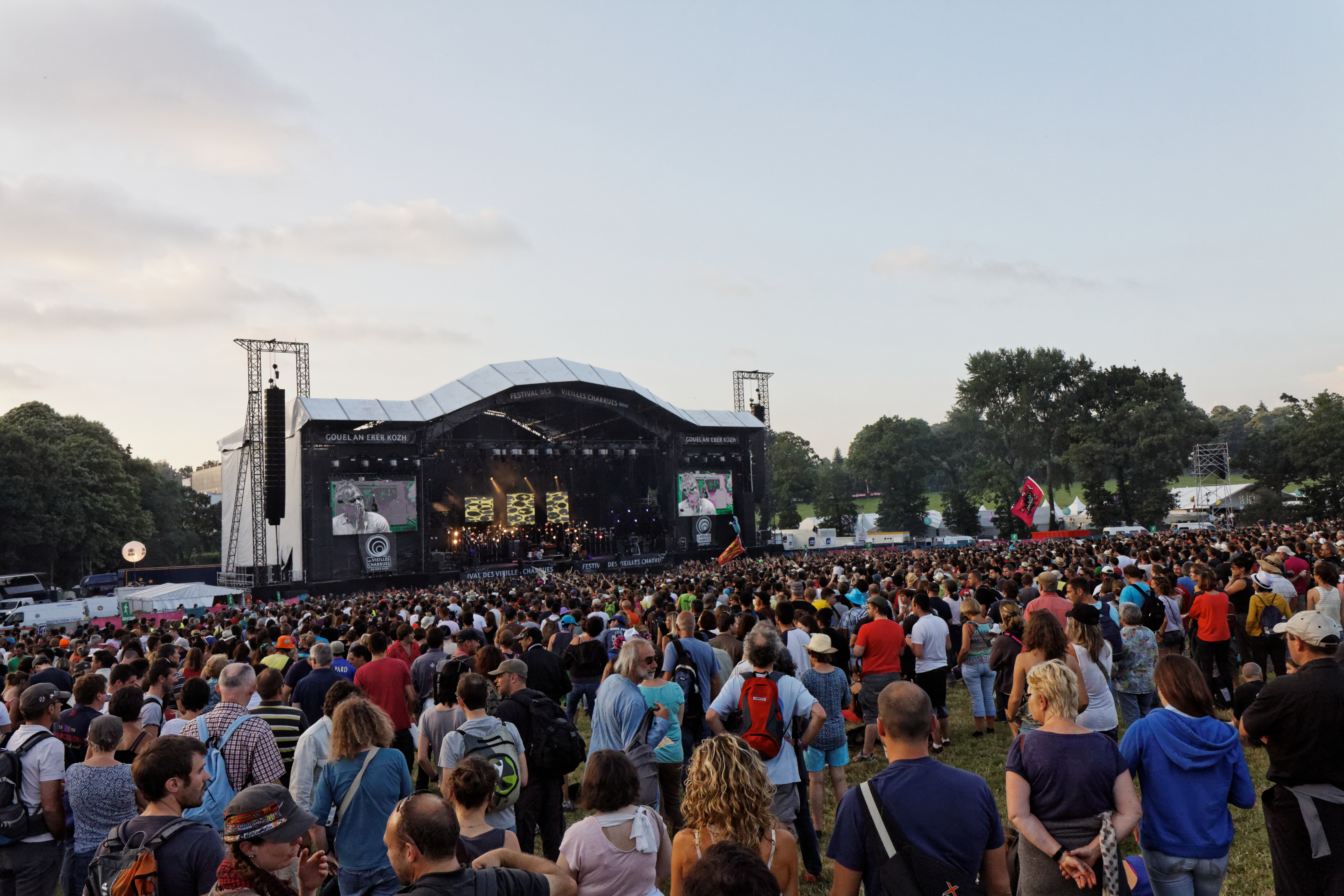
En Haute Cornouaille, il se produit sur la scène Glenmor du festival des Vieilles Charrues le 21 juillet 2000.

La tournée Back to Breizh fut « longue et réussie », avec des concerts – d'une durée moyenne de deux heures, devant des assemblées importantes – en Bretagne (40 000 personnes au festival des Vieilles Charrues,, festival du Bout du Monde, festival interceltique de Lorient), dans la France entière et dans dix pays étrangers (festival Streets ahead de Manchester, l'exposition universelle de Hanovre, aux États-Unis, au Canada, à Luxembourg, Bruxelles, Liège...). Elle se poursuit en 2001, de Paris jusqu'aux Pays-Bas, à Glasgow, en Italie, en Nouvelle-Calédonie et au Mexique (au festival de Tajin à Veracruz, ou de l'Identité, qui accueille chaque année près de 4 500 artistes au Poliforo Siqueiros de Mexico). Alan Stivell s'exprime sur ces grands rassemblements dans Paris Match, le journaliste affirmant qu'il est « reconnu comme grand rassembleur des cultures » : « Sous prétexte que je suis Breton, on minimise toujours la portée internationale de ma musique. On me juge bon pour faire des festoù-noz et de la musique traditionnelle. Je suis beaucoup plus international que la plupart des chanteurs francophones. [...] Je ne chante pas que pour l'amicale des bretons de New-York ».

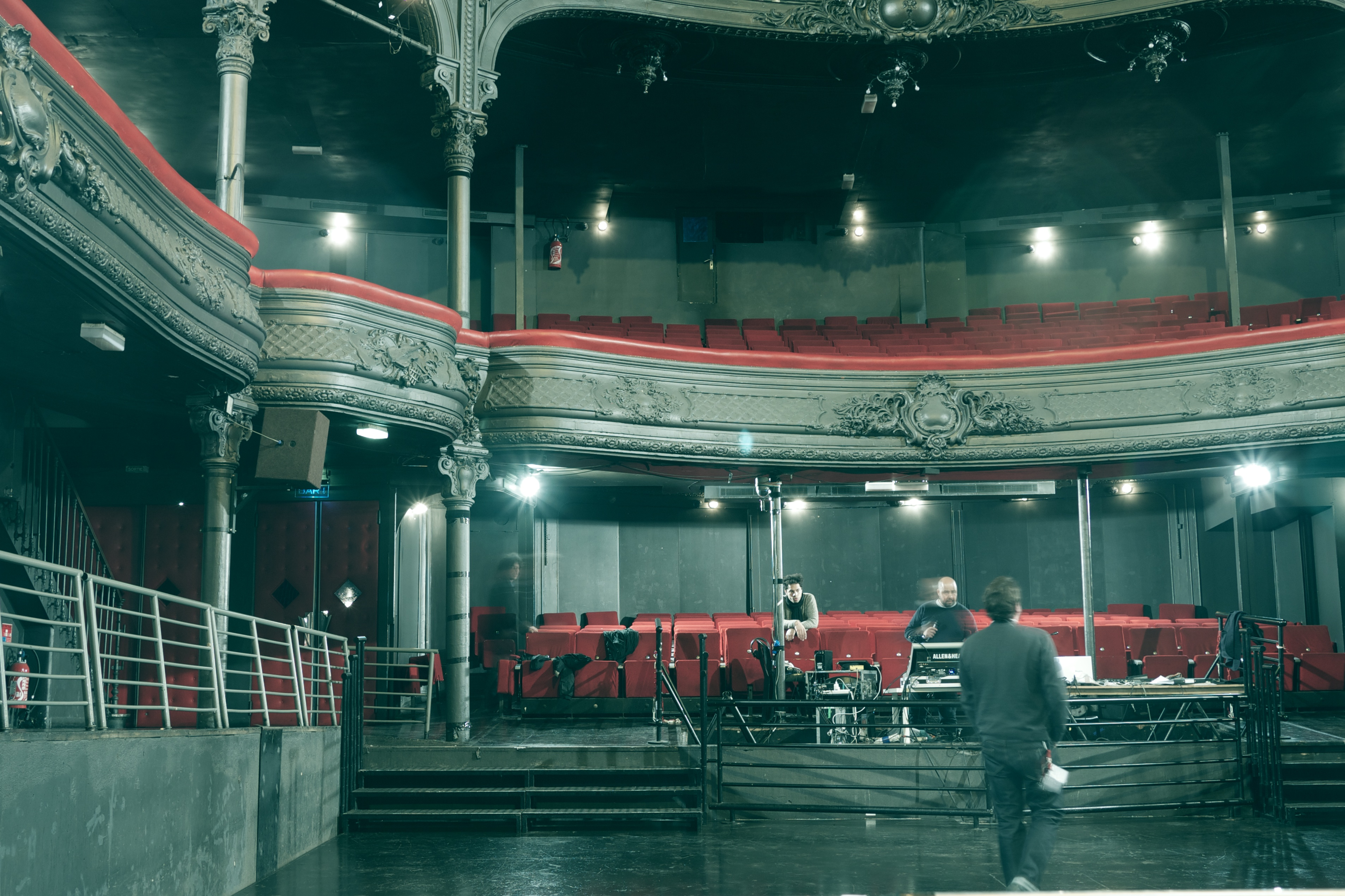
Les 25 et 26 janvier 2001, la tournée fait escale sur la scène parisienne de La Cigale.

Avant ses concerts à guichet fermé dans la salle parisienne La Cigale, le journal Le Parisien écrit à propos de l'album et de la tournée : « Un DJ l'accompagne parfois discrètement, rock et hip hop parsèment à doses homéopathiques ces ballades douces où la harpe et la cornemuse sonnent avec une sobriété limpide. « Mon 20e album est peut-être, à ce jour, le meilleur », écrit-il sans forfanterie ni fausse modestie sur la pochette, et il n'a pas tort de le penser. C'est même la première fois que sa voix est ainsi mise en avant, affirmant sa plénitude de chanteur et pas seulement de virtuose de la harpe et « metteur en sons » de l'univers celte ».
Le 5 août 2001, il conclut la tournée de 80 dates au festival interceltique de Lorient, non pas au stade du Moustoir mais à l'abri de la pluie sous l'espace toilé du port de commerce de Kergroise, ne pouvant cependant contenir que 7 000 des 12 000 spectateurs attendus. Accompagné habituellement de trois ou quatre musiciens, il prévoyait d'être entouré de 200 musiciens, dont six pipe-bands (cinq Écossais et un Australien) et deux bagadoù (Pontivy et Auray) ainsi que des danseurs irlandais et écossais. Mais l'espace scénique ne permet pas à tous les musiciens de jouer ni aux projections d'être diffusées sur écrans.

## Caractéristiques artistiques

### Description des chansons

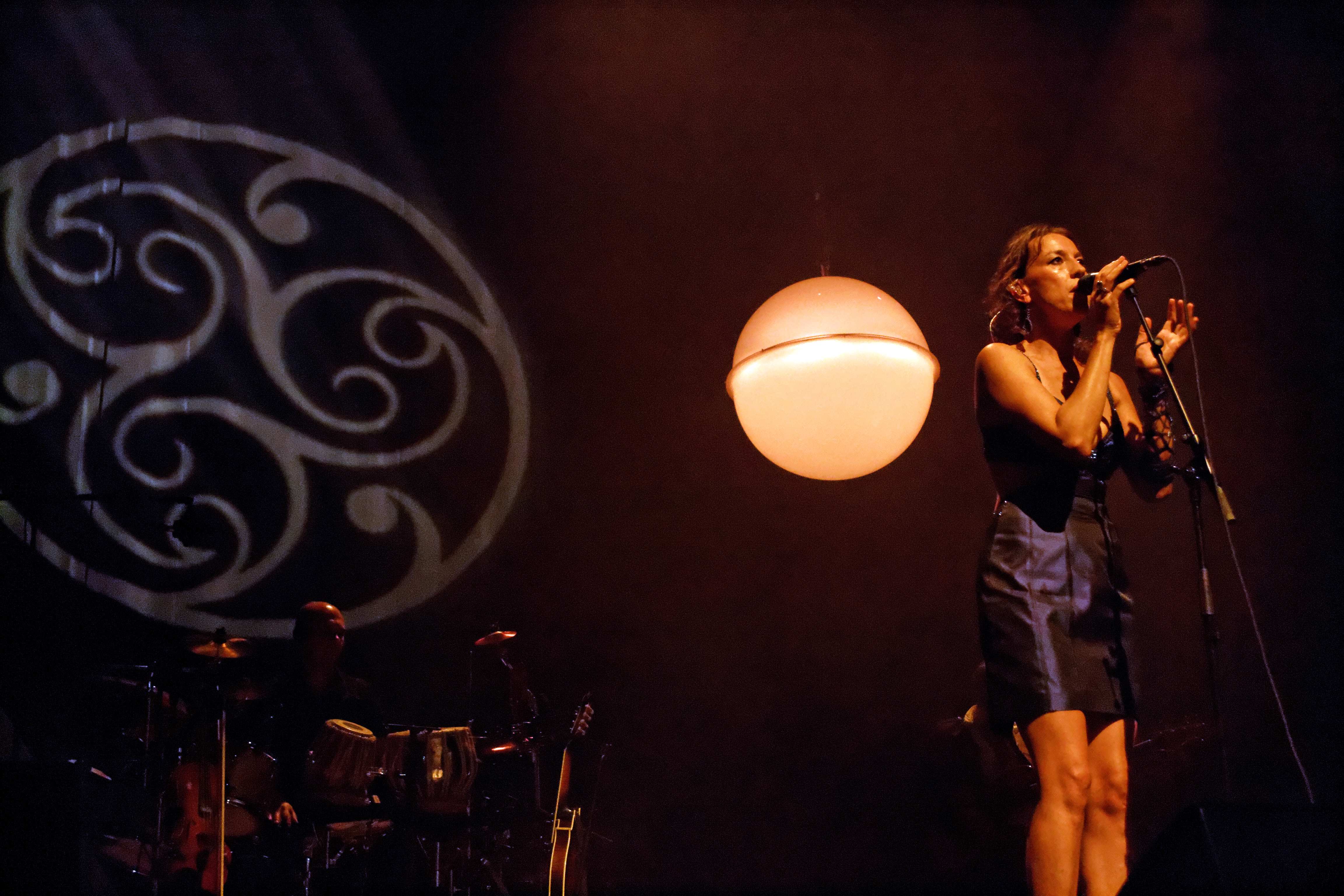
La voix onirique de Gwennyn adoucit la ballade Rêves.

Vers les îles et villes de verreChanson en breton et en français, qui renoue avec le thème de Rentrer en Bretagne (thème qui donne son titre à l'album et titre d'une chanson de l'album Terre des vivants : Bed an dud vew). Il correspond à son ressenti, son voyage initiatique lorsqu'il était enfant. « La beauté est partout, mais dans mon cœur est-il mal de te préférer ? », chante Stivell en tutoyant la Bretagne. Sur une musique « groovy », le chanteur y rend hommage aux villes de Bretagne et affirme : « En tout lieu, tout en bleu-vert / Noir et blanc / ardoise et chaux / Vers les îles et villes de verre / Landes et lacs et bords de l'eau ». Le mot « goloet » (couvert, submergé), utilisé pour mentionner l'omniprésence de la couleur glas dans l'environnement, est un clin d’œil à la ville d'Ys.
Rêves (Hunvreoù)Chanson disant l'espoir de sérénité, personnel et pour l'humanité, au commencement d'un nouveau millénaire ; le mot anglais cool ponctue le texte en breton. La voix de la jeune bretonne Gwennyn Louarn contribue à l'onirisme de cette ballade.

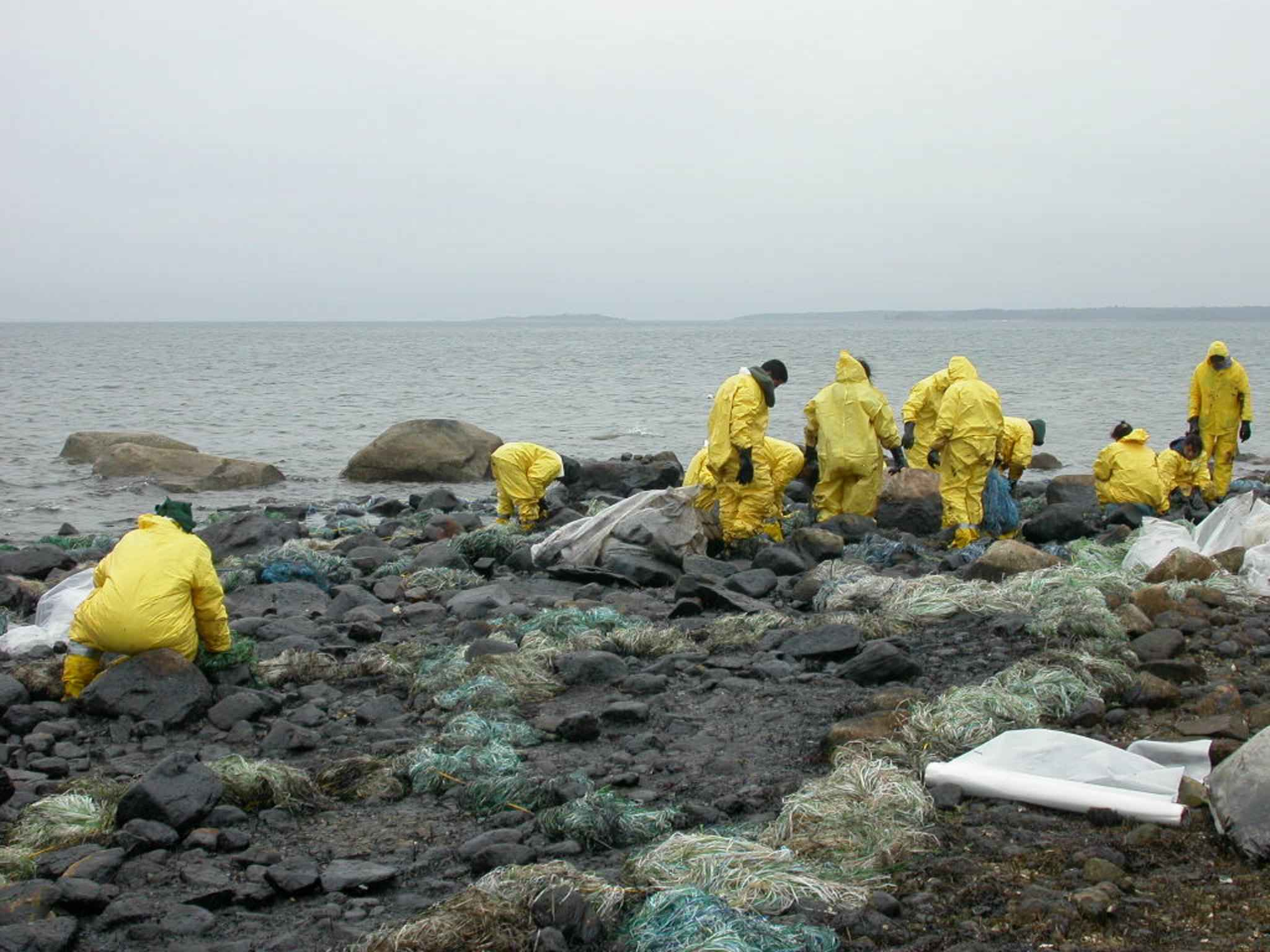
La biodiversité bretonne est plusieurs fois meurtrie par les marées noires.

Ceux qui sèment la mortChanson qui condamne les pétroliers pollueurs qui venaient de « souiller » à nouveau la Bretagne (Erika 1999) : « Ceux qui sèment la mort et font récolter l'or noir / Ceux qui n'aiment que l'or, qui n'aiment ni la vie, ni l'Armor / Ceux qui n'aiment que l'or n'auront ni paix, ni gloire ». Dans l'esprit rap électro de Let the Plinn, le scratch et les samples ponctuent ce morceau, ainsi que les puissantes et perçantes interventions de bombarde tout comme les références, à l'hermine et à la devise bretonne qui prend ici tout son sens : « kentoc'h mervel evet bezañ saotret » (« plutôt la mort que la souillure »). Sur scène, notamment lors de la « tournée anniversaire 2003-2004 », Alan Stivell amplifie son interprétation, à la fois par sa façon de chanter, insistant notamment sur le mot mort et par le jeu de harpe électrifiée, s'achevant par un glissement de cordes rappelant le cri des mouettes et des goélands.
Arvor-You (« Arvorioù – I love you »)Chant d'amour à la Celtie : « Pour moi une seule matrie », chante Stivell en breton. Franck Darcel se fait ici choriste et les percussions (caisses claires, bodhrán), la guitare, la flûte, invitent à la danse : « En marche bagads [...] La musique est un paradis ».
Rock harpInstrumental énergique qui porte bien son nom : les percussions, la basse, les guitares et le bodhrán se mêlent à la harpe électrifiée d'Alan Stivell, qui, après s'être confondu avec la guitare acoustique, propose un solo avec un effet de distorsion, proche d'une guitare électrique.
Skoit'n treid ! (« Frappe des pieds, frappe la terre ! »)Kan ha diskan (chant à danser, tuilé en breton) que Stivell introduit à la harpe et interprète en se répondant à lui-même, accompagné notamment par les claviers d'Adriano Cominotto, la guitare de Jean-Charles Guichen et les percussions. C'est la « transe-bonheur » de « la tribu magique / 1 000 corps unis au bout de la nuit », pour partager une même culture lors d'un fest-noz (« fête de nuit »).

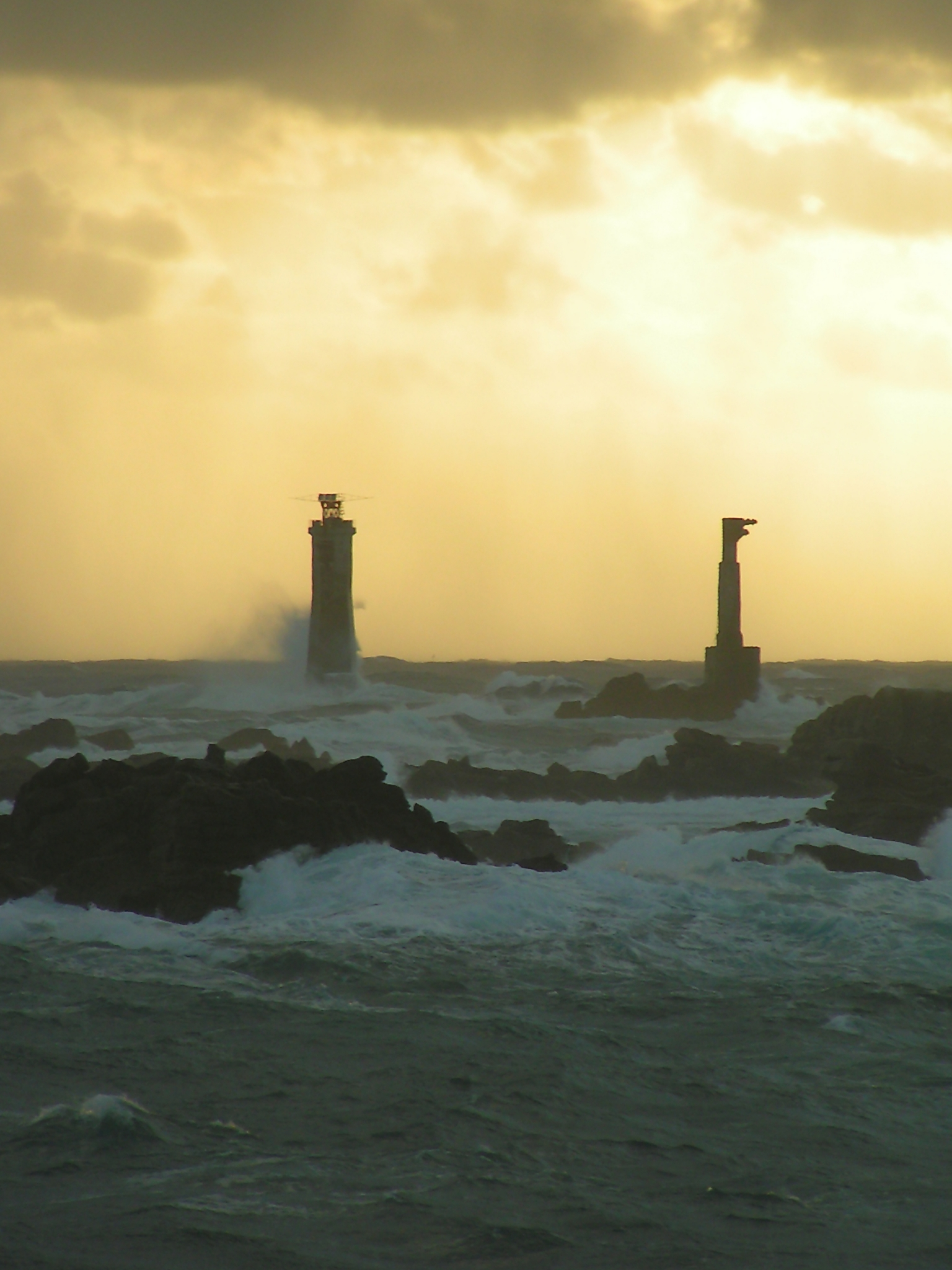
En mer d'Iroise, la pointe de Pern de l'île d'Ouessant et le phare de Nividic.

Iroise (Irwazh, Mor ouezeleg)Ode, en breton et français, à la mer d'Iroise, cette partie de l'océan Atlantique belle mais dangereuse, s'étendant de l'île de Sein à celle d'Ouessant : « Depuis trois mille étés / Celtes et mouettes l'ont habitée ». La musique de Stivell, balisée par sa harpe, s'inspire d'un traditionnel breton, Al labousig er c'hoad – dans lequel un marin propose à une jeune fille de l'emmener vers l'Angleterre, ce qu'elle refuse, de peur de perdre son honneur – et d'un cantique irlandais ancien. Stivell fait également référence aux moines ayant vogué sur la mer d'Iroise, surement ceux qui partaient d'Irlande embarqués sur leur currach, aux Ve et VIe siècles, pour évangéliser l'Europe. La voix de Gwennyn aux chœurs ainsi que le violon chinois de Marcel Aubé adoucissent le climat.
E Kreiz hag endro (« Au centre et tout autour »)Traditionnel irlandais transformé en musique contemporaine tout en le respectant : les percussions de Mourad Aït Abdelmalek, les programmations de Cooky Cue et d'Yves-André Lefeuvre et les boucles d'effets de Mark O'Brien l'émaillent des sons d'une Celtie vivante, tournée vers l'avenir et l'ailleurs (cris ou rires d'enfants, envol d'avion à la fin, etc.). Alan Stivell livre dans un texte en exergue son espoir en la pérennité de la culture celte : « dans 2 000 ans, sur ce rivage, on sera là / Avec harpes et bagages ». Le jeu de mots qui lui fait remplacer « armes » par « harpes » inscrit ce texte dans son discours pacifiste récurrent et l'alliance interceltique qu'il prône, permettant selon lui de surmonter l'oppression des siècles. En 2005, l'instrumental apparaît dans la compilation Celtic Crossroads (Putumayo World Music).
Back to BreizhChanson-titre entraînante en breton, ponctuée notamment par divers effets électro, les percussions de Mourad Aït Abdelmalek et James Mac Intosh, l'accordéon diatonique de Frédéric Guichen et la bombarde d'Alan Stivell. La chanson dit la fierté retrouvée des Bretons et leur volonté de demeurer « accrochés au pays », en condamnant – une nouvelle fois – le jacobinisme : « Rester bretons, merde à Paris ! ».
Harpe de vieCourte séquence de harpe instrumental, dans la lignée de l'album Renaissance de la harpe celtique, entre douceur méditative et rappel des rythmes de danse.
 Alan Stivell introduit dans l'album deux « extra tracks », bénéficiant de l'apport des guitares électriques de Xavier Géronimi (qui collabore en 2003 avec Denez Prigent).

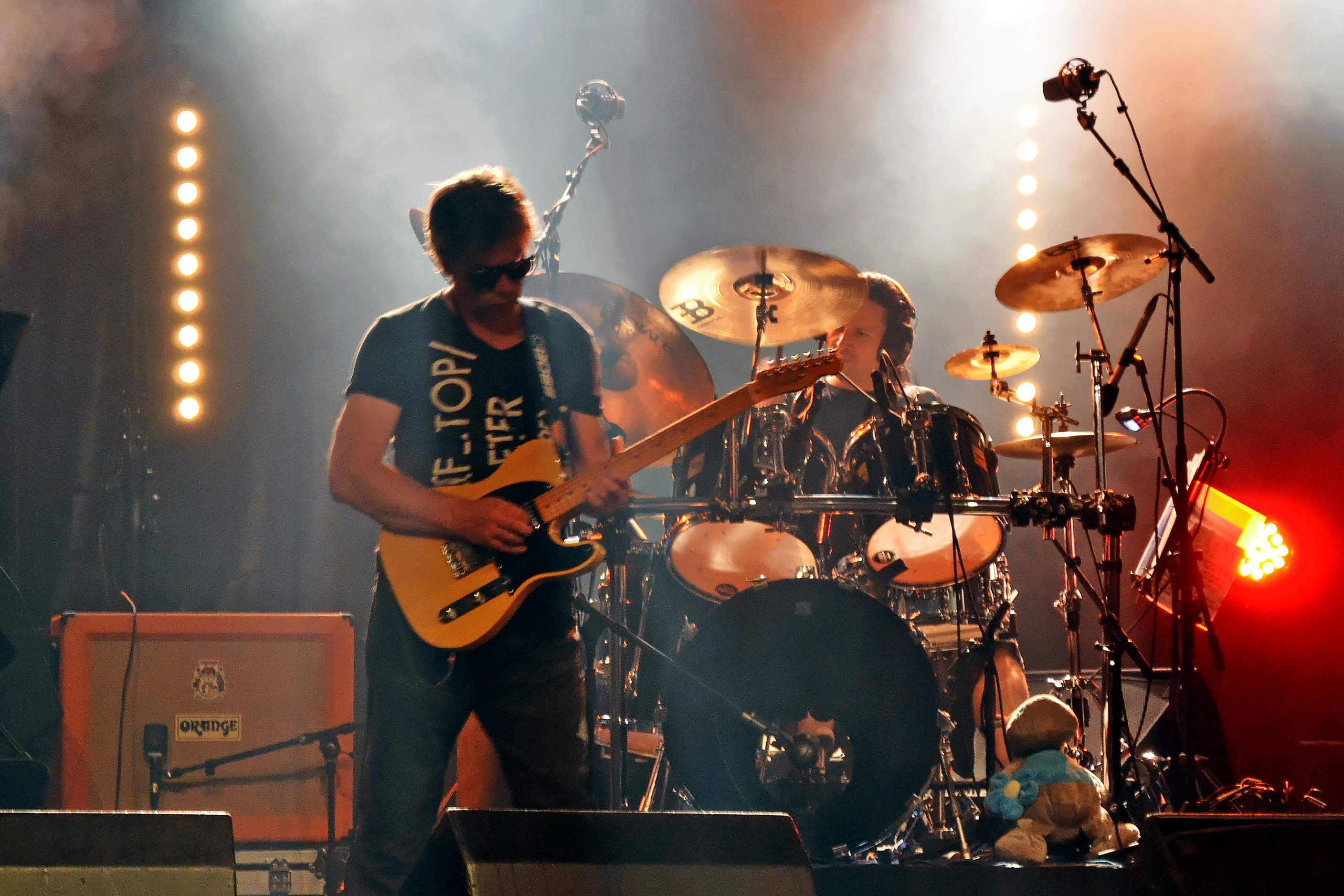
La distorsion de la guitare de Mr Tox renforce l'intensité des messages.

Brian Boru (in French)Hymne poétique, au titre en anglais – chanté ici en français, irlandais et breton – à « la paix revenue en Ulster », à la paix en général et à l'amour ; une version électro-rock qui confère à l'épisode médiéval évoqué (le roi guerrier irlandais Brian Boru du XIe siècle) un caractère intemporel. Le message explicite dit que les Bretons sont heureux d'être dans une situation de paix, qu'ils ne veulent pas répondre à la guerre que Paris leur fait, contrairement à l'Irlande, « nous ne voulons que la paix et le droit de vivre. De vivre dans la langue de notre choix », « comme l'Éire libre et fière ».
Armoricaine-SuiteAdaptation en apparence potache de la célèbre chanson paillarde du répertoire du chanteur (suite Sudarmoricaine), qui la transforme en rock revendicatif en faveur de la langue bretonne et de la liberté culturelle, du Tibet à la Bretagne. Un message de respect face aux différences, lancé en français à l'encontre du « communautarisme francophone », à une époque où la République française était contre la ratification de la charte européenne des langues régionales ou minoritaires. L'attitude de la France est pour lui incompréhensible quand elle s'intéresse davantage aux Inuits qu'aux Bretons et il réfute l'argument qui considère à dire que la Bretagne n'a pas de quoi se plaindre : « ce n'est pas parce que les Bretons sont moins malheureux que les Éthiopiens qu'ils ne doivent pas réagir et lutter ». En déclarant à propos de la Bretagne « le monde n'existe pas sans toi » il pose la question « Peut-on s'affirmer internationaliste et nier l'existence d'une partie de l'Humanité ? ».

### Pochette et livret

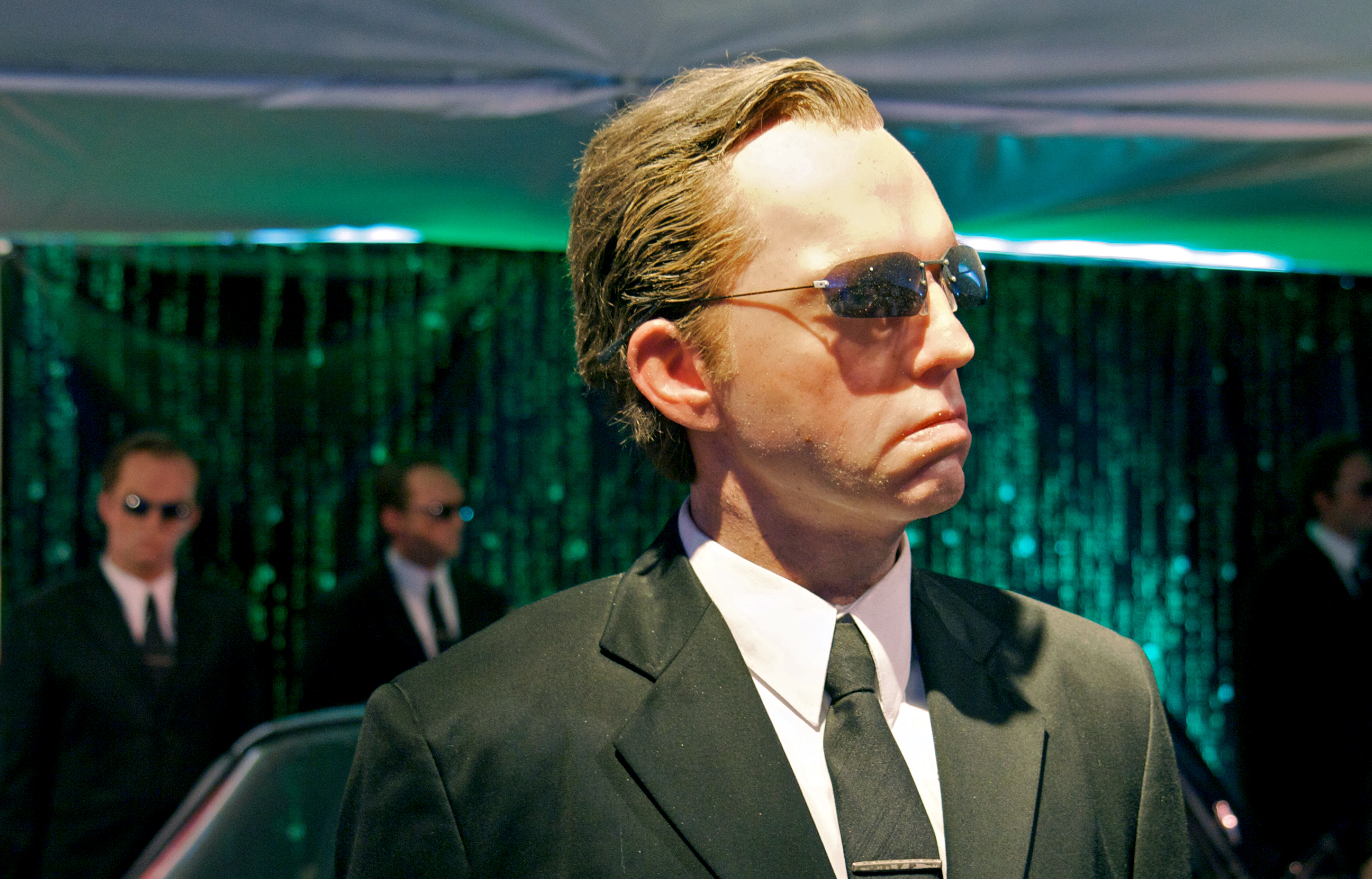
Le modernisme du film Matrix et de l'agent Smith se retrouve dans le design du visuel et l'apparence d'Alan Stivell.

En couverture, un design signé « vu intégral », présentant une ombre telle une voile et des effets tel un circuit imprimé informatique, avec un portrait gros plan d'Alan Stivell sur fond vert (glaz en breton), comme tourné vers le futur avec des lunettes noires. Cela lui donne un côté Matrix (film sorti un an auparavant), renforcé par une typographie également moderne. La réédition d'Harmonia Mundi rajoute en transparence, à droite de la photographie, deux voiles de bateau et un drapeau breton.

Le livret comporte toutes les paroles, écrites en trois langues (breton, français et anglais) et il est ponctué de photographies de Richard Dumas, auteur de portraits d'artistes. Un texte introductif de Ronan Manuel, de France Bleu Armorique, évoque les « essentiels discours et moments d'équilibre ténus entre sobriété de la harpe et fureurs électriques » à propos du travail d'Alan Stivell.

## Fiche technique

### Liste des morceaux
| 1.    | Vers les îles et villes de verre |             | 3:46 |
| 2.    | Rêves (Hunvreoù)                 |             | 3:22 |
| 3.    | Ceux qui sèment la mort          |             | 3:42 |
| 4.    | Arvor-you                        |             | 4:47 |
| 5.    | Rock harp                        |             | 2:56 |
| 6.    | Skoit 'n treid !                 |             | 3:25 |
| 7.    | Iroise                           |             | 3:45 |
| 8.    | E Keiz hag endro                 |             | 3:10 |
| 9.    | Back to Breizh !                 |             | 4:01 |
| 10.   | Harpe de vies                    |             | 2:12 |
| 11.   | Brian Boru (en français)         | Piste bonus | 4:41 |
| 12.   | Armoricaine (Suite)              | Piste bonus | 4:36 |
| 44:22 |                                  |             |      |

### Crédits
Textes et musiques Alan Stivell, sauf :
- 4 : Donatien Laurent - Herri Leon - A. Stivell / traditionnel breton
- 7 : A. Stivell / traditionnel breton (Al Labousig er c'Hoad) - traditionnel irlandais (cantique ancien)
- 8 : A. Stivell / traditionnel irlandais
- 11 : A. Stivell / traditionnel irlandais
- 12 : A. Stivell / traditionnel breton

#### Équipe artistique
- Alan Stivell : chant, harpes celtiques électriques et électro-acoustiques, cornemuses écossaise et électronique, bombarde, flûtes, synthés, piano
- Mourad Aït Abdelmalek : batterie, percussions (1, 3, 4, 5, 6, 7, 8, 9, 11)
- Marcel Aubé : basse (1, 2, 3, 5, 6, 8, 9, 11, 12), violon chinois (7)
- Adriano Cominotto : claviers (1, 6, 8)
- Cooky Cue : programmation cordes et percussions (1, 2, 3, 8, 9)
- Frank Darcel : chœurs (4, 12)
- Xavier Géronimi : guitares électriques (11, 12)
- Frédéric Guichen : accordéons diatoniques (9)
- Jean-Charles Guichen : guitares acoustiques (1, 3, 4, 5, 6, 7, 8, 9, 11)
- DJ Keso : scratch (3)
- Yves-André Lefeuvre : programmations (1, 2, 3, 4, 5, 6, 8, 9, 11), batterie (12)
- Gwennyn Louarn : chant (2, 7)
- James Mc Intosh : batterie et percussions (3, 4, 5, 6, 7, 9, 11)
- Kevin Mulligan : guitares, EBow (9)
- Mark O'Brien : loops (9)
- Vincent Pickering : bodhrán (4, 5)

#### Équipe technique
- Production et arrangements : Alan Stivell (Keltia III)
- Production exécutive : Frank Darcel
- Réalisation artistique : Frank Darcel et Alan Stivell
- Enregistrement et mixage : Cooky Cue
  - Studio Ty Houarn (Préfailles, Pays de Retz, BZH), assisté de Bertrand Blais
  - Studio Synsound II (Bruxelles), assisté de Mark O'Brien
- Mastering : Alan Ward (Electric City, Bruxelles)
- Photos : Richard Dumas